# Ботковский, Сергей Борисович
Сергей Борисович Ботковский (17 июля 1917, Петроград — 1995) — белорусский советский архитектор . Заслуженный архитектор БССР (1969).

## Биография
В 1940 году окончил Ленинградский институт живописи, скульптуры и архитектуры. Участник Великой Отечественной войны. Член Союза архитекторов СССР с 1945 года.
С 1946 года в Минске . Работал в учреждениях " Белгоспроект ", Белорусское отделение «Союзгипроторговля», «Белпромпроект», «Минскпроект» (в 1960—1965 главный архитектор). С 1978 г. заведующий кафедрой интерьера и оборудования Белорусского театрально-художественного института.

## Творчество
Основные работы в Минске : реконструкция корпусов химического и биологического факультетов БГУ (1950 г.), закрытого плавательного бассейна института физической культуры (1953 г.), павильона касс железнодорожного вокзала (1955 г.), 10-этажного жилого дома на ул. Площадь Коласа (1957 г.), типография Колас (1956 г.), дома на проспекте Ф. Скорины (1958 г. , Государственная премия БССР 1968 г.), здания часового завода (1963 г.)), павильон ВДНХ БССР (1968 г.), реконструкция стадиона «Динамо» (все в соавторстве). Памятник Я. Купалу в парке Арав под Нью-Йорком (1973, скульптор А. Аникейчик); бюст Героя Советского Союза космонавта СССР П. И. Климука в Бресте (1978, скульптор И. Мисько) и другие.

## Награды
Государственная премия БССР 1968 г. за участие в создании архитектурного ансамбля проспекта Ленина в Минске [1] . Награждён орденами «Знак Почета» (1968), Дружбы народов (1981), медалями